# PSMB7
PSMB7 (англ. Proteasome subunit beta 7) – білок, який кодується однойменним геном, розташованим у людей на короткому плечі 9-ї хромосоми. Довжина поліпептидного ланцюга білка становить 277 амінокислот, а молекулярна маса — 29 965.
| 10         |  | 20         |  | 30         |  | 40         |  | 50         |
| ---------- |  | ---------- |  | ---------- |  | ---------- |  | ---------- |
| MAAVSVYAPP |  | VGGFSFDNCR |  | RNAVLEADFA |  | KRGYKLPKVR |  | KTGTTIAGVV |
| YKDGIVLGAD |  | TRATEGMVVA |  | DKNCSKIHFI |  | SPNIYCCGAG |  | TAADTDMTTQ |
| LISSNLELHS |  | LSTGRLPRVV |  | TANRMLKQML |  | FRYQGYIGAA |  | LVLGGVDVTG |
| PHLYSIYPHG |  | STDKLPYVTM |  | GSGSLAAMAV |  | FEDKFRPDME |  | EEEAKNLVSE |
| AIAAGIFNDL |  | GSGSNIDLCV |  | ISKNKLDFLR |  | PYTVPNKKGT |  | RLGRYRCEKG |
| TTAVLTEKIT |  | PLEIEVLEET |  | VQTMDTS    |  |            |  |            |

A: Аланін

C: Цистеїн

D: Аспарагінова кислота

E: Глутамінова кислота

F: Фенілаланін

G: Гліцин

H: Гістидин

I: Ізолейцин

K: Лізин

L: Лейцин

M: Метіонін

N: Аспарагін

P: Пролін

Q: Глутамін

R: Аргінін

S: Серин

T: Треонін

V: Валін

Кодований геном білок за функціями належить до гідролаз, протеаз, треонінових протеаз. 
Задіяний у таких біологічних процесах, як взаємодія хазяїн-вірус, альтернативний сплайсинг. 
Локалізований у цитоплазмі, ядрі.